# Autostrada A13
Die Autostrada A13 (italienisch für ‚Autobahn A13‘) ist eine italienische Autobahn im Norden des Landes, die Bologna mit Padua verbindet. Sie ist 116,7 km lang und mautpflichtig. Sie verläuft zwischen den beiden Regionen Venetien und Emilia-Romagna. Betrieben wird die Autobahn von der Betreibergesellschaft Autostrade per l’Italia.

## Streckenverlauf

Streckenverlauf der A13

Die gesamte Strecke der A13 befindet sich in der Poebene. Sie verbindet die Industriezentren Padua und Bologna miteinander und stellt eine Verbindung zwischen dem Nordosten und der Mitte Italiens dar.
Die A13 beginnt in Bologna, wo sie von der Tangente, die in Bologna die  A1 sowie die A14 bilden, abzweigt.
Richtung Norden verlaufend führt sie am Flughafen Bologna vorbei bis in die Provinzhauptstadt Ferrara, wo der Autobahnzubringer RA08 Ferrara – Porto Garibaldi in die A13 einmündet.
Bei km 40 wird der Po überschritten, der auch die Grenze zwischen der Emilia-Romagna und Venetien bildet.
In weiterer Folge führt die Autobahn an der Provinzhauptstadt Rovigo und den Euganeischen Hügeln vorbei. Im Süden der Stadt Padua, bei der Anschlussstelle Padova-Sud besteht Anschluss an die Tangente von Padua.
In ihrem letzten Abschnitt führt sie östlich  der Stadt vorbei und mündet dann in die A4.

## Eröffnung und Ausbauzustand
Die Autobahn wurde am 6. Juni 1970 in ihrer kompletten Länge für den Verkehr freigegeben.
Die gesamte Autobahn ist vierspurig ausgebaut und mit Standstreifen versehen.

### Pläne
In den Ausbauplänen der Autostrade per l'Italia, die 2008 beschlossen wurden, ist auch ein sechsspuriger Ausbau zwischen Bologna und Padua vorgesehen. Der Abschnitt Padova Sud und Monselice auf 13,3 km, und der Abschnitt Ferrara – Bologna mit 32,7 km sollen sechsspurig (3 Fahrspuren pro Richtung) ausgebaut werden.
Aktuell befindet sich eine neue Anschlussstelle Monselice Sud/Pozzonovo in Bau, welche voraussichtlich in der zweiten Jahreshälfte 2023 in Betrieb gehen soll.

### Tutor und Nebelsignale
Die A13 wurde gemeinsam mit den Autobahnen A4 und A14 ausgewählt, das neue System Tutor zu testen. Hier wird nicht die Geschwindigkeit an einem bestimmten Ort gemessen, sondern die Durchschnittsgeschwindigkeit  über eine längere Strecke (etwa vergleichbar mit der in Österreich verwendeten Section Control ).
Dies betrifft die Abschnitte zwischen den Anschlussstellen Occhiobello und Arcoveggio bei Bologna sowie zwischen Rovigo und Padova-Zona Industriale.
Die A13 führt in ihrem Abschnitt durch ein im Winter sehr oft von Bodennebel betroffenes Gebiet, weswegen sie in weiten Abschnitten mit weißen Halbkreisen an der Autobahnseite ausgestattet ist, um bei Nebel eine Sichthilfe zu bieten.

## Galerie

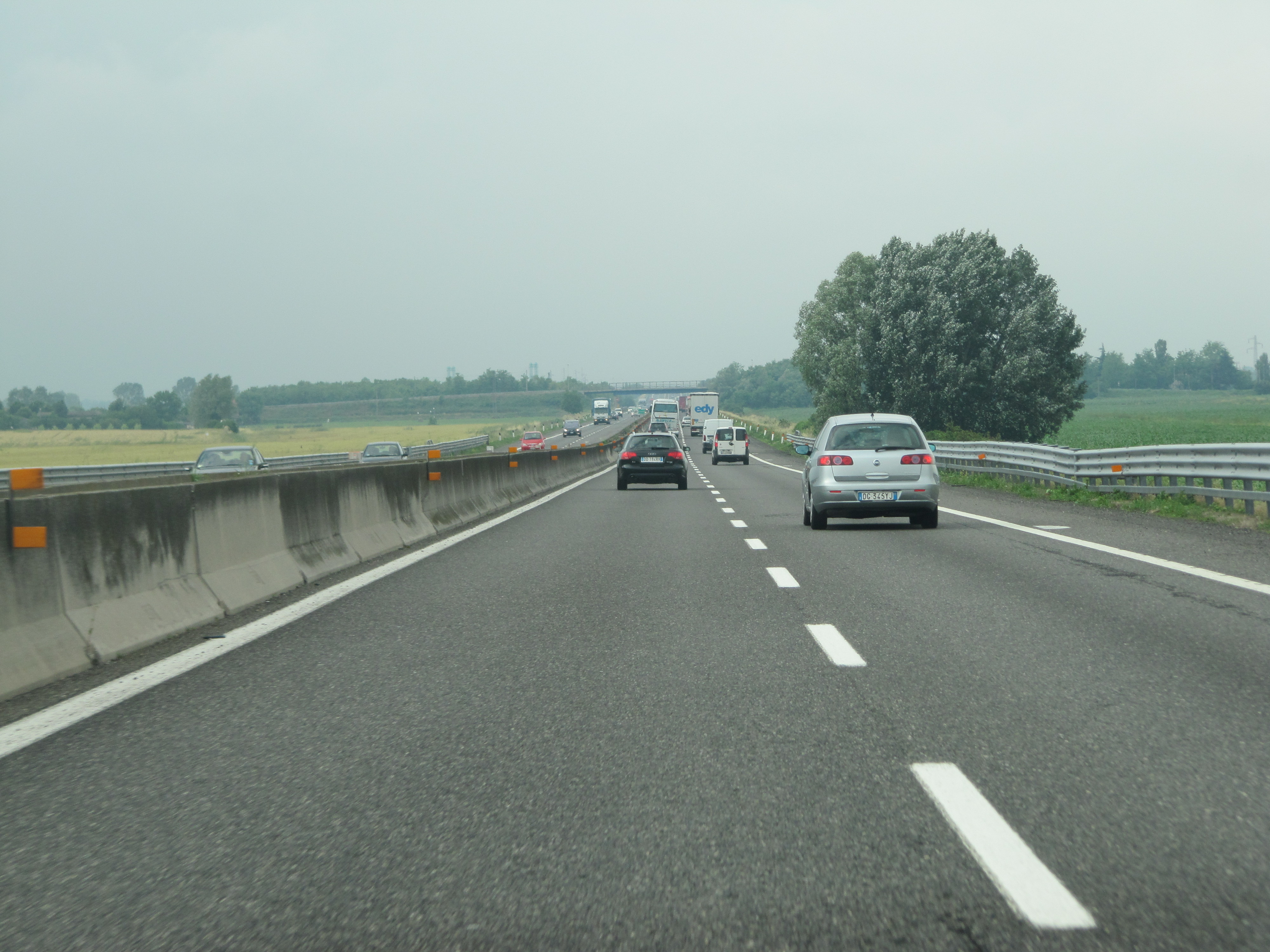
Die Autobahn bei Rovigo
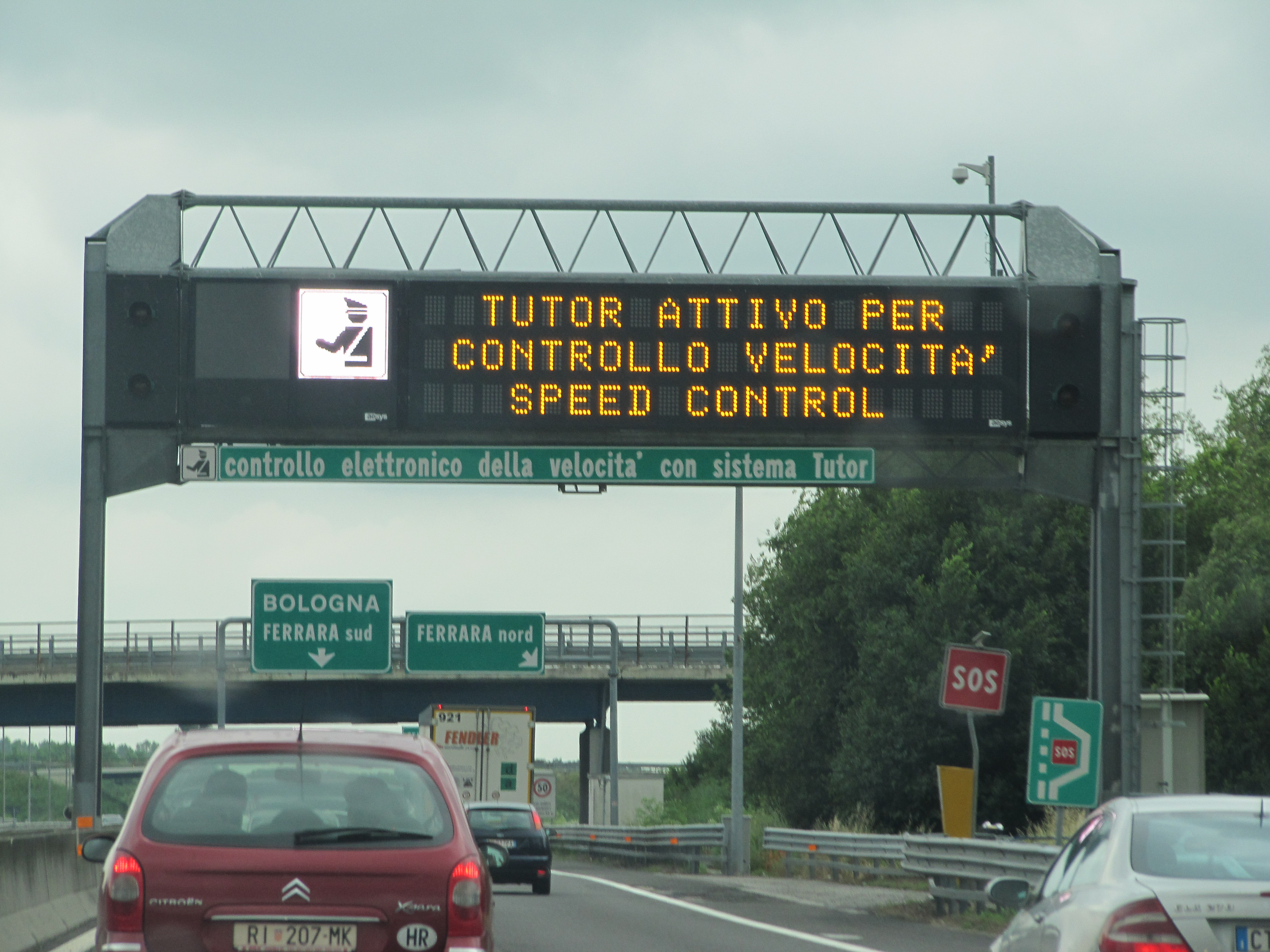
Hinweis auf der A13, dass Tutor aktiviert ist
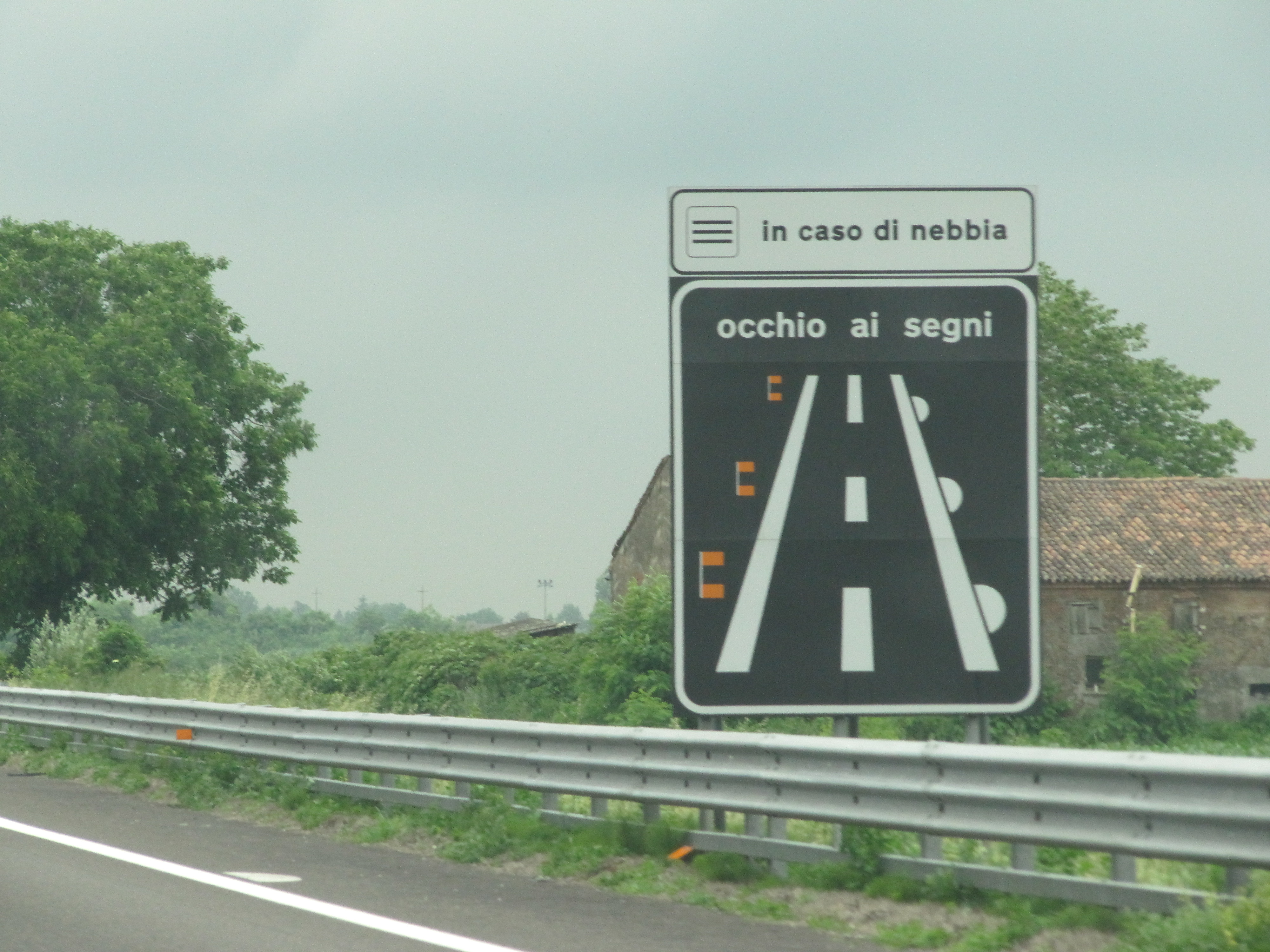
Hinweis auf die Nebelsignale am Autobahnrand

## Autobahnabzweig Padova sud
Dieser Autobahnzubringer schließt die A13 an das städtische Verkehrsnetz Paduas an. Er ist 4,3 km lang und nicht mautpflichtig.
Er ist vierspurig (2 Fahrspuren pro Richtung) inkl. Standstreifen ausgebaut.

Eine weitere Bezeichnung des Autobahnzweiges ist D13

## Autobahnabzweig nach Ferrara
Der Abzweig nach Ferrara ist 6,3 km lang und entspringt am Knoten mit der A13. Er geht über in die Autobahn RA8 für weitere 49 km Richtung Porto Garibaldi.
Er wurde am 22. Dezember 1966 für den Verkehr freigegeben.
Dieser Abzweig wird intern innerhalb von Autostrade per l’Italia als D23 klassifiziert.

Es gibt ein Projekt für eine Verlängerung bis zur Ausfahrt Rolo – Reggiolo auf der Autobahn A22 nach Westen durch den Bau der Regionalautobahn Cispadana.